# Молчановський Степан Федорович
Степан Федорович Молчано́вський (нар. близько 1860, Чернігівщина — пом. дата і місце смерті невідомі) — український і російський співак (бас-профундо).

## Біографія
Народився близько 1860 року на Чернігівщині. Протягом 1880—1885 років навчався вокалу у Санкт-Петербурзькійу консерваторії (клас Камілло Еверарді).
Протягом 1885–1890 років і у 1896–1897 роках співав у Тифлісській опері; у 1890—1891 роках — в Казанській; у 1891—1892 роках — в Харківській.

## Творчість
Володів голосом широкого діапазону, акторським обдаруванням. Виконав партії:
- Сусанін («Життя за царя» Михайла Глінки);
- Мельник («Русалка» Олександра Даргомижського);
- Кочубей, Грьомін («Мазепа», «Євгеній Онєгін» Петра Чайковського);
- Іван Грозний («Купець Калашников» Антона Рубінштейна);
- Марсель («Гугеноти» Джакомо Меєрбера);
- Лепорелло («Дон Жуан» Вольфганга Амадея Моцарта);
- Дон Базиліо («Севільський цирульник» Джоаккіно Россіні);
- Кардинал («Жидівка» Фроманталя Галеві);
- Сільва, Рамфіс («Ернані», «Аїда» Джузеппе Верді);
- Бертрам («Фра-Дияволо» Даніеля Обера);
- Мефістофель («Фауст» Шарля Ґуно);
- Альвізо («Джоконда» Амількаре Понк'єллі);
- Ландграф («Тангейзер» Ріхарда Вагнера).

У концертах виконував твори українських композиторів, зокрема Миколи Лисенка, та народні пісні. Виступав на Шевченківських ювілейних концертах.
Його партнерами були: Варвара Зарудна, Лідія Звягіна, Петро Лодій, Михайло Медведєв, Йоаким Тартаков.